# Glandora rosmarinifolia
Glandora rosmarinifolia là loài thực vật có hoa trong họ Mồ hôi. Loài này được (Ten.) D.C.Thomas mô tả khoa học đầu tiên năm 2008.